# Baby You’re Mine
Baby You’re Mine – singel Basi z 1990 roku, pochodzący z jej albumu London Warsaw New York.

## Ogólne informacje
Piosenkę napisali, zaaranżowali i wyprodukowali Basia Trzetrzelewska oraz Danny White. Stylistycznie, utwór jest połączeniem popu i bossa novy. Nagranie zostało wydane jako pierwszy singel z albumu London Warsaw New York na początku 1990 roku. Utwór cieszył się umiarkowaną popularnością na światowych listach przebojów, a w Polsce piosenka dotarła do 7. miejsca na Liście przebojów Programu Trzeciego.
Teledysk do singla wyreżyserował Nick Morris. Wideoklip ukazał się on na kasecie wideo A New Day w 1990 roku oraz bonusowym krążku DVD dołączonym do edycji specjalnej albumu It’s That Girl Again w 2009 roku.

## Lista ścieżek
| - Singel 7-calowy/Singel CD A. „Baby You’re Mine” – 3:34 B. „Masquerade” – 4:32 - Singel 12-calowy/Singel CD A. „Baby You’re Mine” (Berimbau Mix) – 5:38 B1. „Masquerade” – 4:32 B2. „Promises” (Justin Strauss US Remix) – 4:00 | - CD maxi singel 1. „Baby You’re Mine” – 3:36 2. „Masquerade” – 4:34 3. „Promises” (Justin Strauss US Remix) – 4:02 4. „Baby You’re Mine” (Instrumental) – 3:36 - CD maxi singel 1. „Baby You’re Mine” – 3:36 2. „Run for Cover” (Extended Remix) – 5:30 3. „Copernicus” – 3:53 4. „Baby You’re Mine” (Street Version) – 3:29 |

## Pozycje na listach
| Kraj              | Lista                  | Najwyższa pozycja |
| ----------------- | ---------------------- | ----------------- |
| Francja           | Top Singles & Titres   | 45                |
| Kanada            | RPM 100 Singles        | 57                |
| Kanada            | RPM Adult Contemporary | 5                 |
| Stany Zjednoczone | Adult Contemporary     | 18                |
| Wielka Brytania   | UK Singles Chart       | 84                |